# 嘆きの天使
『嘆きの天使』（なげきのてんし、独: Der blaue Engel）は、1930年製作・公開のドイツの映画で、原作はハインリヒ・マンの長編作品。

## 紹介
ドイツ出身で、当時すでにハリウッドで監督としての名声を得ていた、ジョセフ・フォン・スタンバーグ監督を、当時のドイツで大物プロデューサーだったエーリヒ・ポマーが、ドイツ映画界最初期のトーキー映画の監督として招聘した。
ヒロインのローラ・ローラを演じたマレーネ・ディートリヒは、本作で国際的な名声を得た。
撮影現場では、ドイツ語と英語で撮影された。原作はハインリヒ・マンが1905年に発表した小説『ウンラート教授 : あるいは、一暴君の末路』で、マン自身も本作の脚本制作に関与している。
公開から約30年後の1959年、アメリカでエドワード・ドミトリク監督により同題の映画『The Blue Angel（邦題：嘆きの天使）』としてリメイクされ、ヒロインのローラをスウェーデン出身の女優メイ・ブリットが演じた。

## ストーリー
イマヌエル・ラート教授は融通の利かない謹厳実直な英語の教授だった。そして､彼の毎日は変化のない退屈なものであった。今日も悪戯好きの悪童学生を叱りつけながら講義を進める。
その日､学生の一人が授業中に絵葉書を落して､それを見た教授はあまりの品の無いいかがわしさに仰天した。それは街のキャバレーに巡業に来ている歌妓舞踊団の踊り子の絵葉書で､いかがわしい遊びに誘うものであった。教授は学生達が酒と女の誘惑に負ける事を深く悩み､心配するのであった。
その晩､教授はその事実を確かめるべく責任上から意を決して､生まれて初めてキャバレーの扉を開く事となる。喧噪のなかで戸惑う教授の姿を認めた不良学生は直ぐに逃げ出し､教授は絵葉書に描かれた踊り子のローラの部屋に案内される。あまりに謹厳実直で生真面目な教授は団員達から驚かれながらも､興味をひかれたローラから歓待される。不良学生を見つけて取り逃がしてしまった教授はローラに不思議な魅力を感じながらも､酔客のトラブルに巻き込まれて帽子を忘れて帰っていく。帰る先は殺風景な書籍に囲まれた部屋に､寒々とした寝台がポツンとあるだけであった。

## キャスト
- ローラ・ローラ: マレーネ・ディートリヒ
- イマヌエル・ラート: エミール・ヤニングス
- キーペルト: クルト・ゲロン
- グステ（キーペルトの妻）: ローザ・ヴァレッティ
- マゼッパ: ハンス・アルバース

## リメイク版
- 『嘆きの天使』 "The Blue Angel" （1959年） 米＝西独合作
- "Pinjra (Marathi: पिंजरा; Cage)" （1972年） 印 ※日本未公開
- 『ブルーエンジェルカフェ』 "Blue Angel Cafe" （1989年） 伊
- "La Venus bleue" （1993年） 仏 ※日本未公開

## 作品の影響・評価
- ルキノ・ヴィスコンティ監督は1969年公開、のちに「ドイツ三部作」の第1作目となる映画『地獄に堕ちた勇者ども』でマルティンを演じる25歳のヘルムート・バーガーに本作のマレーネ・ディートリヒに扮した女装をさせ、本作と同じく「Falling In Love Again」を歌わせている。本作『嘆きの天使』はヴィスコンティがもっとも愛した映画の一つであったともいう[4]。
- ジャン・ポワレ原作の舞台劇『ラ・カージュ・オ・フォール』を原作とした1978年の映画『Mr.レディMr.マダム』の続編。『Mr.レディMr.マダム2』(1980年)ではミシェル・セロー演じるザザがマレーネ・ディートリヒに扮して冒頭でショーのリハーサルで、本作と同じく「Falling In Love Again」を歌唱している。また物語の中盤でレナートの策略でザザの全身を真っ黒にした上にマレーネに扮装させ再び歌わせて大恥を欠かせるパロディまで登場する。
- ニュー・ジャーマン・シネマを代表する監督ライナー・ヴェルナー・ファスビンダーは本作をもとに、作品の舞台を1950年代ドイツに置き換えたオマージュ作『ローラ（Lola）』（1981年）を制作している[5]。